# Psammotettix queketus
Psammotettix queketus är en insektsart som beskrevs av Kuoh 1981. Psammotettix queketus ingår i släktet Psammotettix och familjen dvärgstritar. Inga underarter finns listade i Catalogue of Life.